# 藤原忠直
藤原 忠直（ふじわら の ただなお）は、平安時代後期の武士。伊勢平氏の郎党。同じく平氏に仕えた藤原忠清の弟。

## 人物
保元元年（1156年）保元の乱で後白河天皇方として参戦した平清盛に、父・景綱や兄・忠清とともに従う。7月11日の白河北殿夜襲において父兄とともに先陣を務め、西門防衛の将・源為朝と対峙する。忠直は真っ先に攻め込んだが為朝の強弓によって頑丈な鎧ごと貫かれて落馬した。忠清は忠直の首級を挙げさせないため自ら首を取った。